# Albé
Albé es una comuna y localidad de Francia del departamento de Bajo Rin, en la región de Alsacia.

## Datos de interés
La localidad se encuentra a unos 2 km al norte del centro cantonal de Villé, al borde del río Giessen. Cuenta con una superficie de 10,42 km² y 457 residentes (1999). Alberga las instalaciones de un Museo regional de tradiciones populares en una mansión de 1616 (la maison du journalier), dedicado a la destilación y las artes de tejido.